# Peter O'Leary
Peter O'Leary (Wellington, 3 de março de 1972) é um árbitro de futebol da Nova Zelândia.
Ele é professor de ciências, é árbitro FIFA desde janeiro de 2003. Suas participações mais importantes foram nas Eliminatórias da Copa do Mundo FIFA de 2010, Campeonato Mundial de Futebol Sub-20 de 2009 e Copa do Mundo de Clubes da FIFA de 2007, 2008, 2009 e 2012.

## Copa do Mundo 2010
Selecionado para participar da Copa do Mundo FIFA 2010, juntamente com os assistentes, o compatriota Brent Brest e Matthew Taro das Ilhas Salomão.